# Liza (biologia)
Liza (gr. lysis ‘rozpuszczenie’) – rozpad obłonionych elementów (zwykle komórek) poprzez dezintegrację ich błony i wylanie się zawartości do środowiska. W organizmach proces ten wywoływany jest przez różne enzymy (głównie lizozym, ale także różne enzymy bakterii, pierwotniaków, czy też fagocytów), antybiotyki oraz inne związki chemiczne.
Roztwór pozostały po lizie to lizat.